# パルクフェルメ

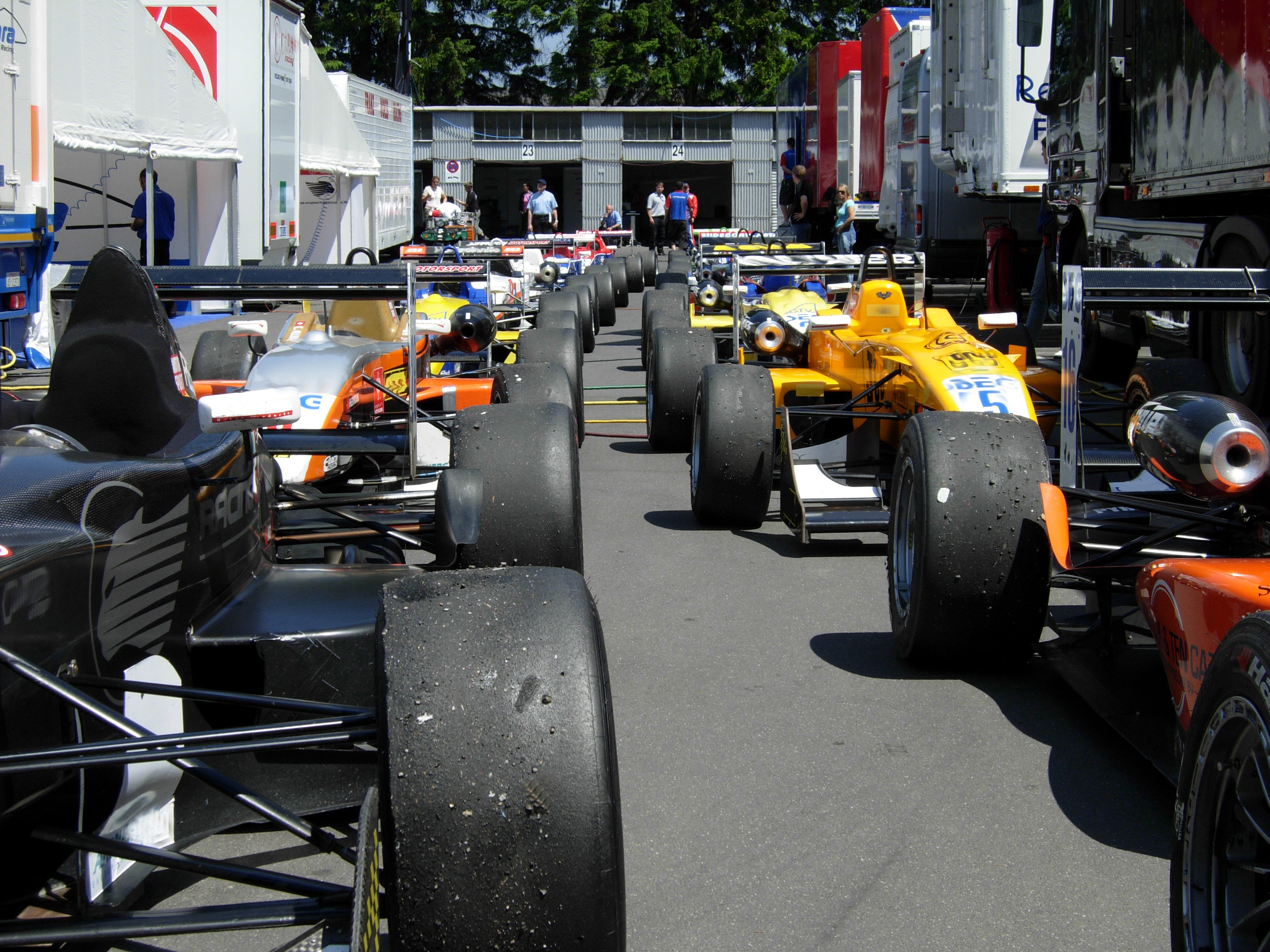
フォーミュラ3のパルクフェルメ.

パルクフェルメ（仏: Parc fermé）は、モータースポーツや自転車競技などの競技における車両保管所のこと。FIAで厳格にF1レギュレーション、世界ラリー選手権のレギュレーションとして定められた用語でもある。競技に参加する車両、あるいは参加した車両を閉鎖された場所に隔離し、ルールで定めた人以外が触れないようにすることが目的である。モータースポーツの場合はオフィシャルのみアクセスが許され、車両検査を行い、安全が保たれているか、または技術的な不正が見られないかをチェックする。自転車競技の場合は選手以外の者がメンテナンスをする不正防止が目的である。
なお、「パルクフェルメ」という言葉はフランス語で「閉鎖された広場、公園、駐車場、庭園など」という意味である。
本項はFIAが定める競技規約の第119-128条並びに第172-174条に準拠する「F1スポーティングレギュレーション第34条、第44条」を中心に記事を書き、あるいはF1以外にパルクフェルメルールを定めるFIAのモータースポーツカテゴリの1つである「WRCスポーティングレギュレーション第44条、第45条」、またはこれに準拠するラリーカテゴリのルールを中心に記述する。

## 概要

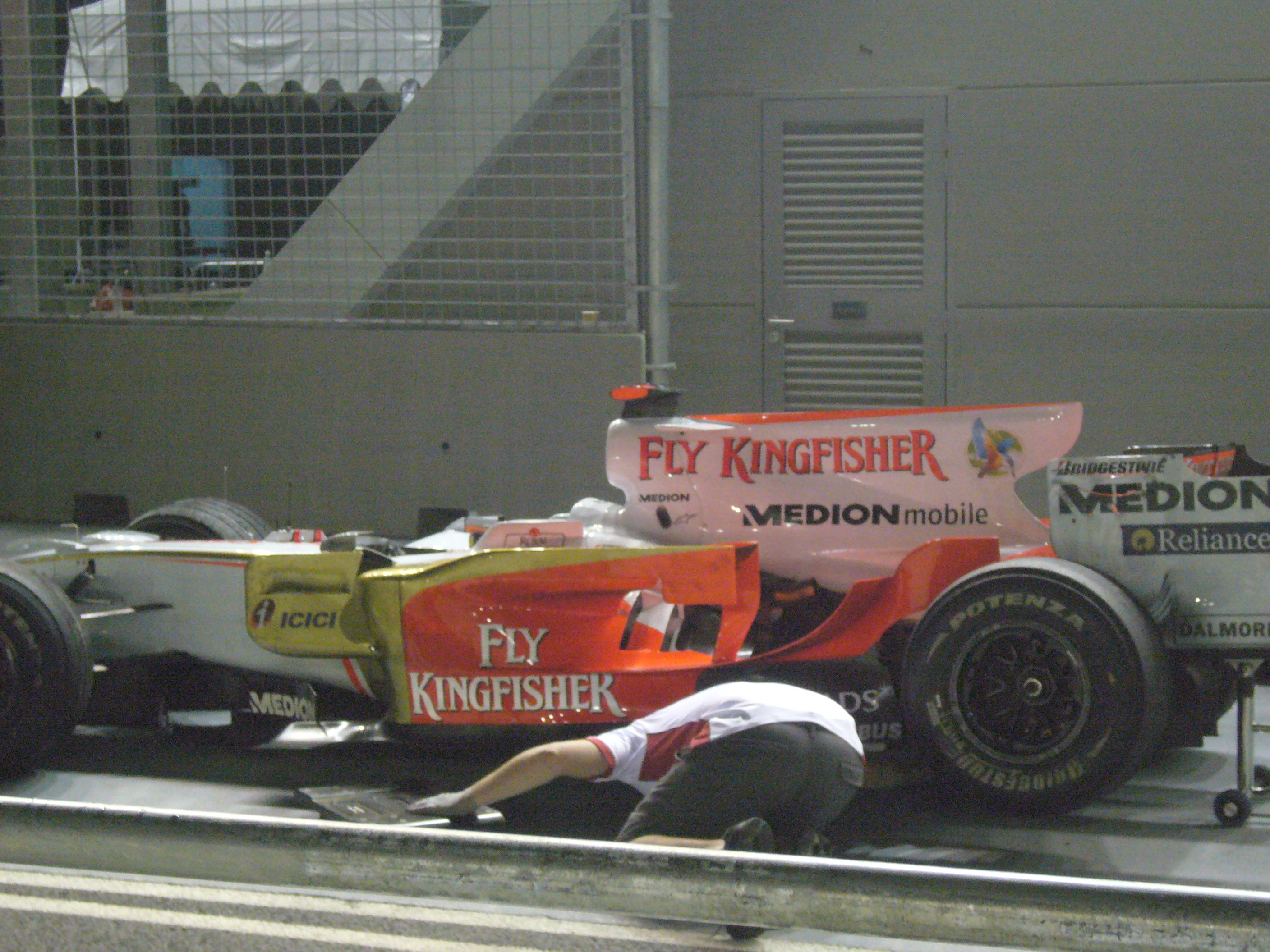
パルクフェルメ内で車検を受けるフォースインディアのマシン。（※：写真は2008年シンガポールGPにて。）

通常のスポーツに人間自身に対するドーピング検査のルールがあるように、自動車レースや自転車レース、バイクレースなど「車両」という機械を伴うスポーツでは、その機材に対する厳格な検査ルールが定められている。
多くのレースカテゴリーにおいて、車両を不正に改造されたまま競技を行えば、その競技の公平性が完全に失われてしまうため、車両検査に関しては厳密かつ細微な箇所にわたるまで入念にチェックされる。しかし、どのように厳しい車両検査をもってしても使用者の手に渡ってしまえば内部裏に車両の不正改造や細工を行うことも可能であり、実際にパルクフェルメが制定される以前のルールでは車両検査の際にのみルール上ではレース出場が認められるような車両に仕立て、車両検査合格後に車両をチームに持ち帰ったあと、レース展開が有利になるような車両へと改造を施すケースも少なくはなかった。そこで、競技主催側はこれらの不正な改造を撲滅させるためと、レースに公平性をもたらすためにパルクフェルメルールを制定した。
パルクフェルメとは英語でいう「クローズド・パーク」…「閉鎖された公園」という意味で、基本的には車両を定められた箇所に閉鎖して一晩格納される。各大会の各サーキット（コース）にはそれぞれ指定された車両保管場所である「パルクフェルメ」が用意される。各ドライバーは予選終了後、あるいは決勝終了後に指定されたパルクフェルメに車両を運ばなければならない。FIAが制定するF1レギュレーションで、パルクフェルメは「全ての車両を保管するための十分な面積が必要とあり、かつ違法を試みる侵入者などから不正な車両接触を妨げれる場所でなければならない」と取り決められている。また、パルクフェルメにマシンが保管されている間はスチュワードの特別な許可がない限りマシンに指一本触れることすらも禁止されている。

## F1におけるパルクフェルメ

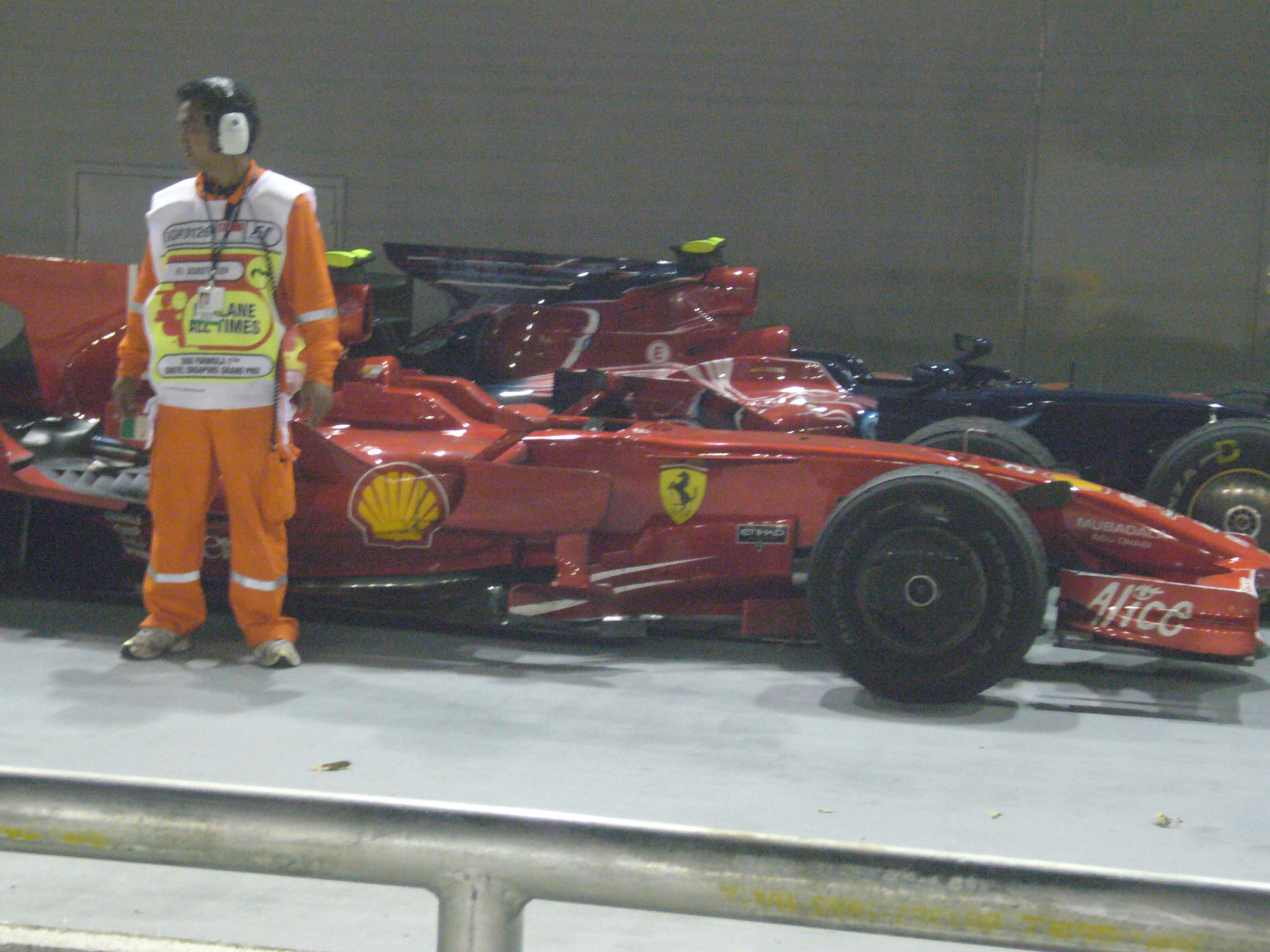
パルクフェルメを監視するオフィシャル。奥にはフェラーリやトロロッソのマシンが見える。（※：写真は2008年シンガポールGPにて。）

F1におけるパルクフェルメは、シーズンによってルールの違いは見られるものの、大まかに一定しているルールをここでは記載する。現行ルールではレースセッションを行っていない状態のマシンを「パルクフェルメ状態」と呼ぶ。つまり、フリー走行、公式予選、決勝レースでコースで走行している状態以外は厳密にはこれに該当する。
以前よりパルクフェルメにマシンを保管するルールは存在したが、現在のように厳密なものではなかった。「予選から決勝までパルクフェルメ内で保管を行い、一切外部からの力を与えてはならない」とする現行ルールの元となるレギュレーションが制定されたのは2003年からである。レギュレーション上では基本的に予選終了後の土曜日18:30から決勝当日の日曜日8:30までパルクフェルメにて各マシンは保管されなくてはならない。（※：ただし、下記の特例あり）
しかし、2010年より参戦チームが増え、すべてのマシンを一カ所に集めて管理することが困難となった。そのため、マシンを各チームのガレージに錠付きのカバーをかけて保管し、カメラによって監視することでパルクフェルメルールを運用している。
この期間中は特別な許可がない限りはマシンに触れることも許されない。保管している期間中、オフィシャルはマシンの計量、寸法、その他の装備品がF1レギュレーションと照らし合わせて準拠しているか否かを厳密に調査する。
この調査はレースが行われる当期のレギュレーションに準拠する。パルクフェルメから離れたマシンは、すなわち先述の「パルクフェルメ状態」にあたり、チームがマシンに対して行う作業は、レギュレーションで厳格に規定された作業に限定されている。また、これらの作業はFIAのテクニカルチーフとオフィシャルの厳しい監視の下でのみで実施が許可される。この「パルクフェルメ状態」の間は小規模の改良は許可されているが、これも2010年のF1世界選手権のルールに準拠する。したがって、ブレーキオイルの注油やフロント/リアウィングの角度変更などは認められるものの、Q3進出者はQ2でベストタイムを出したときはいていたタイヤでスタートしなければならない、とルール化されているため、現在では下記の「例外」以外は認められない。ギアボックスやエンジンを丸ごと交換する場合は、レギュレーションに相応するペナルティが課される。ただし、ギアボックスに関しては「ギアレシオの変更」はパルクフェルメ状態で行ってよいとされる作業に認められており、ギアレシオの変更を主催者側に申告して許可されれば、パルクフェルメ状態のマシンでも作業を行うことができる。また2010年よりレース中の給油が禁止されたため、給油も認められている。
タイヤ交換が許可される「例外」としては、天候の変化である。例えば、予選で雨だったが決勝では晴天になった場合、あるいはその逆に予選では晴れたものの、決勝では雨天になった場合はその天候に応じた適切なタイヤ交換が認められる。2009年までは決勝スタート時での予選タイヤの使用義務はなく、パルクフェルメにおいてのタイヤ交換も認められていた。
決勝レースで、チェッカーフラッグを受けた後、1周を走行後、ドライバーはパルクフェルメにマシンを駐車しなければならない。1位から3位までのマシン（表彰台に上る義務があるドライバーのマシン）と、それ以下のマシンで駐車する場所が異なるものの、各マシンが駐車するエリアはパルクフェルメ内であると定められている。また、近年ではレース終了後の重量計測が厳密化されているため、チェッカーフラッグを受けてウィニングランを行うドライバーは以前のようにコース中央を凱旋するよりも、コーナーのアウト側などタイヤカスやゴミが多い場所を走行し、あえてタイヤの表面にゴミを多く付着させた状態でパルクフェルメに戻ってくるようにしている。これは、パルクフェルメでマシン測定を行う場合「マシンに付着しているものはマシンの一部とみなす」ためであり、タイヤカスやゴミが少しでもマシンに付着していれば、当然ながら重量が増える。これは、このようなゴミ同然のようなものであれ「オフィシャルはマシンから取り除いて最終重量を測定してはならない」と取り決められているためである。
逆に、レース終盤にクラッシュによってマシンのパーツが多く欠損した状態でチェッカーフラッグを受け、パルクフェルメで最終重量を測定した結果、規定重量に満たなかったために失格になるケースもある。

### パルクフェルメルールの特殊な例外措置
上記のように、パルクフェルメに関するルールは厳密に定められているものの、特殊なケースによって例外になる場合もあり、それは通常は土曜日に開催する予定である公式予選が行えなかった場合である。発生しているケースとしては集中豪雨や台風といった自然災害や、クラッシュしたマシンの撤去などによる延期が挙げられる。2010年日本GPでは10月9日に鈴鹿サーキット周辺で集中豪雨が発生し、当日のフリー走行もほぼ走行不可能な状況のまま公式予選の時刻を迎え、そのまま雨は一向に止む気配はなく公式予選を日曜日の朝まで延期することを決定した。これにより「予選が行われていない」という特殊な例外が発生し、スケジュール変更後の公式予選が開始されるまでパルクフェルメ状態に置く措置がとられた。予選中のパルクフェルメルールはあくまで「公式予選と決勝までに保管を義務付ける」という性質が表れた特殊な事例ともいえる。なお、翌日の公式予選の終了後は決勝までたとえ短時間であっても「パルクフェルメ」にマシンを保管することになる。
その他に、2005年モナコGPにおいては土曜日当日に行われたフリー走行4回目でファン・パブロ・モントーヤが原因となった多重クラッシュによって、公式予選の開始時刻が遅れ、さらに公式予選1回目ではラルフ・シューマッハが単独クラッシュを起こし、これら双方のクラッシュによって発生した事故車両を撤去すべく作業に大幅な予定の狂いが起きてしまい、公式予選2回目は決勝当日の日曜日に延期された。このケースでも「（2回目の）予選が行われていない」特殊な例外が発生したため、パルクフェルメにマシンをそのまま保管した上でさらに公式予選2回目終了後から決勝までのわずかな時間もパルクフェルメに保管した。
また、2004年の日本GPにて台風22号の影響でフリー走行、公式予選共に開催できなかったため、レーススケジュールの変更とともにパルクフェルメルールに対する特殊な例外措置がとられる事例がある。

## 世界ラリー選手権（WRC）におけるパルクフェルメ

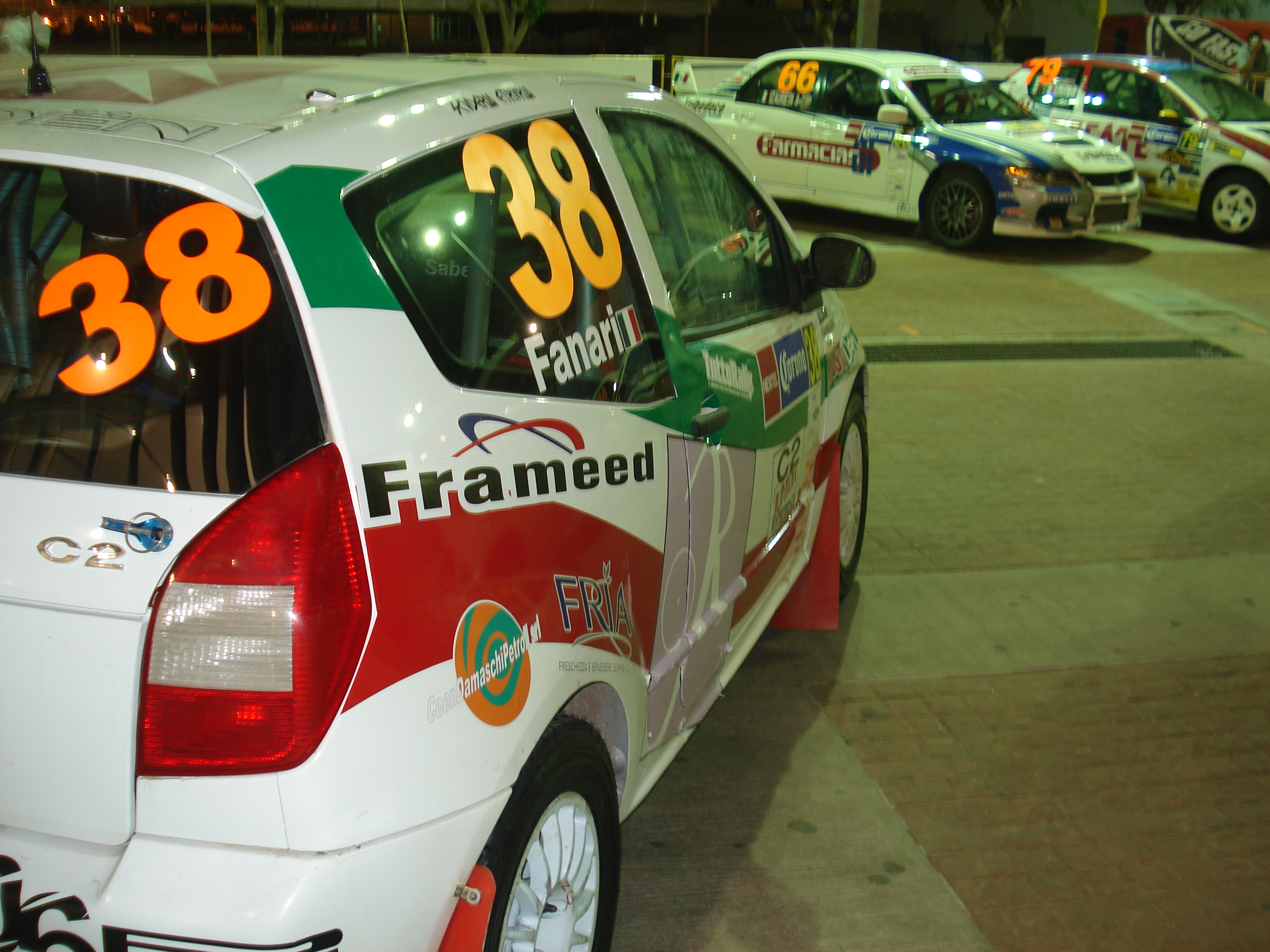
2008年の世界ラリー選手権メキシコ戦にて。FIAが主催するWRCでもパルクフェルメは存在する。

世界ラリー選手権（WRC）もFIAが主催するモータースポーツカテゴリであるため、パルクフェルメに関するルールが定められている。WRCのパルクフェルメは厳密には下記の箇所を指す。
1. コントロールエリアに進入した瞬間から退出するまでの間。
2. レグの終了後、車両保管場所に進入した瞬間から退出するまでの間。
3. ラリー終了地点に到着した瞬間から、競技会審査委員会が車両保管の解除を認めるまでの間。
4. スターティングエリアまたはリグルーピングエリアに進入した瞬間から退出するまでの間。

したがって、スタート前に各レグの終了後から翌日スタートまで、あるいはフィニッシュ通過後、SSのスターティングエリアやコントロールエリアもパルクフェルメに含まれる。この区間に車両を集めて主催者側が車両を保管する。パルクフェルメにて保管されている期間中、ラリーカーへの修理、ボンネットを開ける行為はもとより、特別な許可がない場合はパルクフェルメへの立ち入りも禁じられている。なお、ラリーで消耗部品の交換を行う場合は、パルクフェルメではなく「サービスパーク」で行われる。
特別な許可が与えられる代表的な「例外」としては「フロント/リアウィンドウの交換」であり、ドライバーとコ・ドライバーの安全性を憂慮されるケースは特別に許可されるものもある。このように許可された作業は競技会技術委員長または、その代理指名を受けたオフィシャルの許可および立ち会いのもとでパルクフェルメ内での作業を行うことが許されている。また、修理許可を得た場合は最大で3名のチームクルーのパルクフェルメ入場が認められる。修理の時間は事実上10分となる。これは車両がスタートする10分前にしか許可されたクルーがパルクフェルメに入場できないためである。修理に時間がかかり車両がスタートまで間に合わない場合、タイムペナルティが課された上でスタート時刻をずらされてしまう。また、名目としては「ウィンドウの修理」であるが、それに伴う修理（※：ウィンドウ周りの車体の変形、ロールバー破損を修復）などを行うことは事実上可能とはなっているものの、クルーがそれらの修理まで行うと別途でタイムペナルティが課される。
ラリーにおけるパルクフェルメでは、エンジンを停止しなければならない。何らかの理由でパルクフェルメ内で車両を移動させる必要がある場合、チームクルーとオフィシャルのみ車両を押して移動させることがことが許されている。
なお、日本国内で開催されるラリー大会もFIA傘下のJAFが主催しているため、FIAが主催するWRCのパルクフェルメルールにほぼ準拠している。

## 自転車競技におけるパルクフェルメ

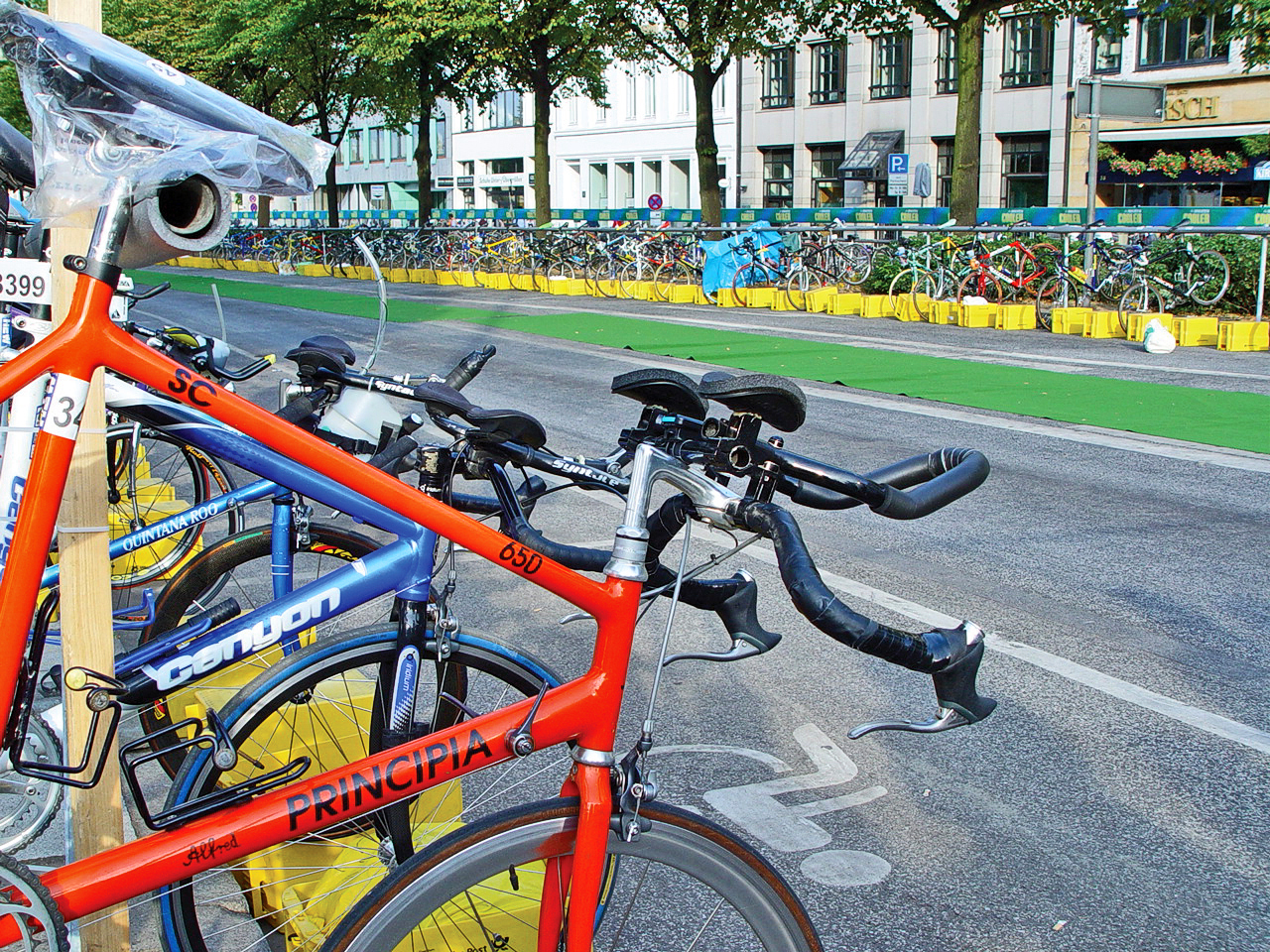
トライアスロンのバイク乗り換えエリアのパルクフェルメ。（※：写真は2002年トライアスロンハンブルク大会。）

デュアスロン、トライアスロンなど、自転車を用いる競技にもパルクフェルメが存在する。ただし、自動車競技におけるパルクフェルメとは違い、競技に参加する選手達の入場は許可されている。トライアスロン競技では、スイムを終えた者が順にパルクフェルメに向かい、自分のバイクを取得する。しかし競技の趣旨が「自分の力で走り切ること」であるため、いかなる状況であっても外部の力は与えてはならず、バイクに触れられるのは原則として選手のみである。仮にパンクなどのトラブルがあっても選手自身で対処しなければならない。
（※：トライアスロン#ルールも参照）

## その他のパルクフェルメ

### オールドタイマーフェスティバル

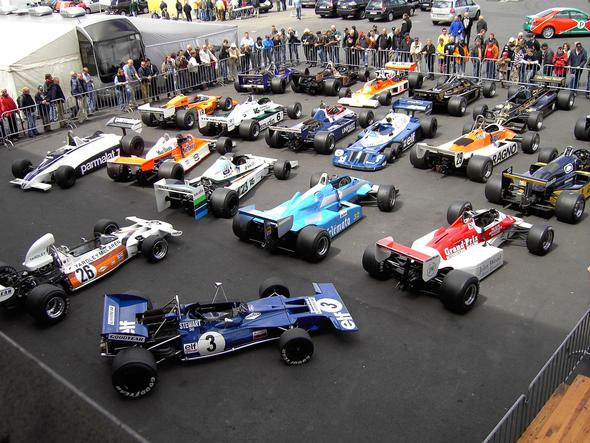
1995年ニュルブルクリンクで初開催された、ヒストリックF1。

1995年にニュブルクリンクで開催されたオールドタイマーフェスティバルではヒストリックF1という往年のF1マシンによる公式レースが初開催された。これはFIAが主催するれっきとしたカテゴリーであり、国際レースの1つである。このレースにもパルクフェルメが存在する。ただし、車両を保管して厳密にマシンの測定を行うためのパルクフェルメというより、観客が往年のF1マシンを見るための展示ブースの意味合いが近い。観客はパルクフェルメに立ち入れないが、集められた往年のF1マシンを自由にどの角度からも鑑賞することができる。

### スカイスポーツ
レッドブル・エアレース・ワールドシリーズでは機体がレギュレーションに違反していないかを検査するため、レース終了後に一旦パルクフェルメに送られる。